# Sloanea integrifolia
Sloanea integrifolia là một loài thực vật có hoa trong họ Côm. Loài này được Chun & F.C. How miêu tả khoa học đầu tiên năm 1958.